# Drittes Eisenbahnpaket
Als Drittes Eisenbahnpaket wird eine Reihe von Verordnungen der Europäischen Gemeinschaft zum europäischen Eisenbahnrecht bezeichnet, die im September 2007 vom Europäischen Parlament verabschiedet wurden. Es sieht u. a. die vollständige Marktöffnung im grenzüberschreitenden Verkehr, Verbesserungen im Bereich der Fahrgastrechte und Mindestanforderungen an die Qualifikation von Triebfahrzeugführern vor.

## Regelungen

### Richtlinie 2007/58/EG – Öffnung des grenzüberschreitenden Personenverkehrs
Das Dritte Eisenbahnpaket ergänzt mit der Richtlinie 2007/58/EG die Bestimmungen über die Marktöffnung für den grenzüberschreitenden Personenverkehrs, inklusive der Kabotage (dem Bedienen innerstaatlicher Halte). Voraussetzung für den Zugang ist jedoch, dass der Hauptzweck des Personenverkehrs tatsächlich grenzüberschreitend ist. Darüber entscheidet der Regulator. Bis 2010 ist der Zugang zu grenzüberschreitendem Personenverkehr nur „internationalen Gruppierungen“ (Art. 8(1) RL 91/440/EWG) garantiert. Die Öffnung des grenzüberschreitenden Eisenbahnverkehrs ist in den Richtlinien 91/440 und 2001/14/EG festgeschrieben.
Dieser Zugang erfährt zwei Einschränkungen:
- Der freie Zugang zum grenzüberschreitenden Personenverkehr ist erst bis 2012 zu gewähren, wenn der Anteil des grenzüberschreitenden Verkehrs mehr als 50 % der Gesamtleistung des Personenverkehrs in diesem Mitgliedstaat ausmacht – eine Regelung, die nur auf ganz kleine Mitgliedstaaten zutrifft.
- Die bedeutendere Einschränkung ist: Ohne Zeitbeschränkung darf die Bedienung von Halten eingeschränkt werden, wenn diese das „wirtschaftliche Gleichgewicht“ einer gemeinwirtschaftlichen Leistung im Nah-, Vorort- und Regionalverkehr gefährden würden – ein Verweis auf die ebenso gerade neu beschlossene PSO-Verordnung,[2] in der die Vergabe dieser gemeinwirtschaftlichen Leistungen geregelt ist. Ob eine Einschränkung gerechtfertigt ist und in welcher Form, entscheidet der Regulator.

Die Regelung ist Ergebnis eines Kompromisses und birgt juristische Unsicherheiten, insbesondere als die Trassenvergabe und die Bedienung der Halte unterschiedlich geregelt sind. So kann es sein, dass ein wettbewerblicher Betreiber eine Trasse gewinnt, aber die Bahnhöfe nicht bedienen darf, um einen gemeinwirtschaftlichen Verkehr nicht aus dem wirtschaftlichen Gleichgewicht zu bringen. Genau jener könnte aber bei der Trassenvergabe unterlegen sein und seinen Verkehr gar nicht bedienen können.

### Richtlinie 2007/59/EG – Regelungen für Triebfahrzeugführer
Die Richtlinie 2007/59/EG über die Zertifizierung von Triebfahrzeugführern trifft eine Reihe von Regelungen zum Einsatz und zur Zertifizierung von Triebfahrzeugführern. Dabei werden die in einem Mitgliedstaat erteilten Fahrerlaubnisse von den anderen Mitgliedstaaten anerkannt. Voraussetzung ist ein Mindestalter von 20 Jahren, ab 18 Jahren kann ein rein national gültiger Führerschein erteilt werden. Eine weitere Voraussetzung für die Erteilung eines auf ausländischen Netzen gültigen Führerscheins ist eine mindestens neunjährige Schulausbildung und der Nachweis entsprechender Sprachkenntnisse.

### VO (EG) 1370/2007 – Öffentliche Personenverkehrsdienste auf Schiene und Straße
Die Verordnung (EU) Nr. 1370/2007 über „öffentliche Personenverkehrsdienste auf Schiene und Straße“ ist am 3. Dezember 2009 in Kraft getreten. Ziel der Verordnung ist es, den Wettbewerbsgedanken im öffentlich bestellten Verkehr zu stärken. Die Verordnung enthält Regelungen, nach denen öffentliche Verkehrsdienste grundsätzlich im Rahmen einer Ausschreibung vergeben werden sollen. Jedoch erlauben diverse Ausnahmetatbestände auch eine Direktvergabe an Unternehmen.

### VO (EG) 1371/2007 – Rechte und Pflichten der Fahrgäste im Eisenbahnverkehr
Eine neue Fahrgastrechteverordnung (EG) 1371/2007, die Ende 2009 in Kraft trat, sah eine Stärkung der Fahrgastrechte vor. Die Verordnung umfasst Regelungen für die Haftung der Eisenbahnverkehrsunternehmen (EVUs) für Fahrgäste und deren Gepäck, verbindliche Entschädigungen bei größeren Verspätungen, die Beförderung von mobilitätseingeschränkten Menschen sowie die von den EVUs bereitzustellenden Informationen.
Entgegen der ursprünglichen Planung, die nur eine Regelung für den grenzüberschreitenden Verkehr vorsah, wird die Verordnung auch im Binnenverkehr der Mitgliedstaaten gelten. Die EU-Mitglieder haben jedoch die Möglichkeit, den nationalen Fernverkehr für bis zu 15 Jahre von dieser Regelung auszunehmen. Darüber hinaus kann der Stadt-, Vorort- und Regionalverkehr unbegrenzt von der Regelung ausgenommen werden.
EVUs müssen Fahrgäste über die ihre Rechte gemäß dem Verordnungspaket informieren. Die Unternehmen müssen darüber hinaus u. a. Angaben über Fahrpläne, Bedingungen der Fahrt sowie zur kürzesten Fahrzeit und dem günstigsten Fahrpreis machen. Weitere Informationen sind zur Zugänglichkeit und Zugangsbedingungen für mobilitätseingeschränkte Menschen und zur Fahrradmitnahme zu machen. Auch über vorhersehbare Verspätungen und Betriebsstörungen ist zukünftig verpflichtend zu informieren, ebenso wie zu Beschwerdeverfahren und zur Verfahrensweise bei Gepäckverlust.
Die Verordnung (EG) Nr. 1371/2007 wurde zum 7. Juni 2023 aufgehoben. Seitdem gilt die neue Verordnung (EU) 2021/782, gemäß der unter anderem die Eisenbahnunternehmen keine Entschädigungen bei höherer Gewalt mehr zahlen müssen.

## Geschichte
Das Europäische Parlament verabschiedete das Dritte Eisenbahnpaket am 25. September 2007.